# La Chapelle-Chaussée
La Chapelle-Chaussée ist eine Gemeinde im französischen Département Ille-et-Vilaine. Sie gehört zum Kanton Montauban-de-Bretagne im Arrondissement Rennes in der Region Bretagne.

## Geographie
Der Fluss Flume entspringt als Ruisseau de Bréhault an der Gemeindegrenze zu Cardroc im Nordwesten. Die weiteren Nachbargemeinden sind Les Iffs im Norden, Saint-Brieuc-des-Iffs und Saint-Symphorien im Nordosten, Saint-Gondran im Osten, Langouet im Südosten, Langan im Süden, Romillé im Südwesten und Miniac-sous-Bécherel im Westen.

## Bevölkerungsentwicklung
| Jahr      | 1962 | 1968 | 1975 | 1982 | 1990 | 1999 | 2008 | 2013 |
| --------- | ---- | ---- | ---- | ---- | ---- | ---- | ---- | ---- |
| Einwohner | 692  | 591  | 546  | 597  | 624  | 763  | 1079 | 1249 |

## Sehenswürdigkeiten
Das Schloss von La Chapelle-Chaussée ist als Monument historique eingestuft.

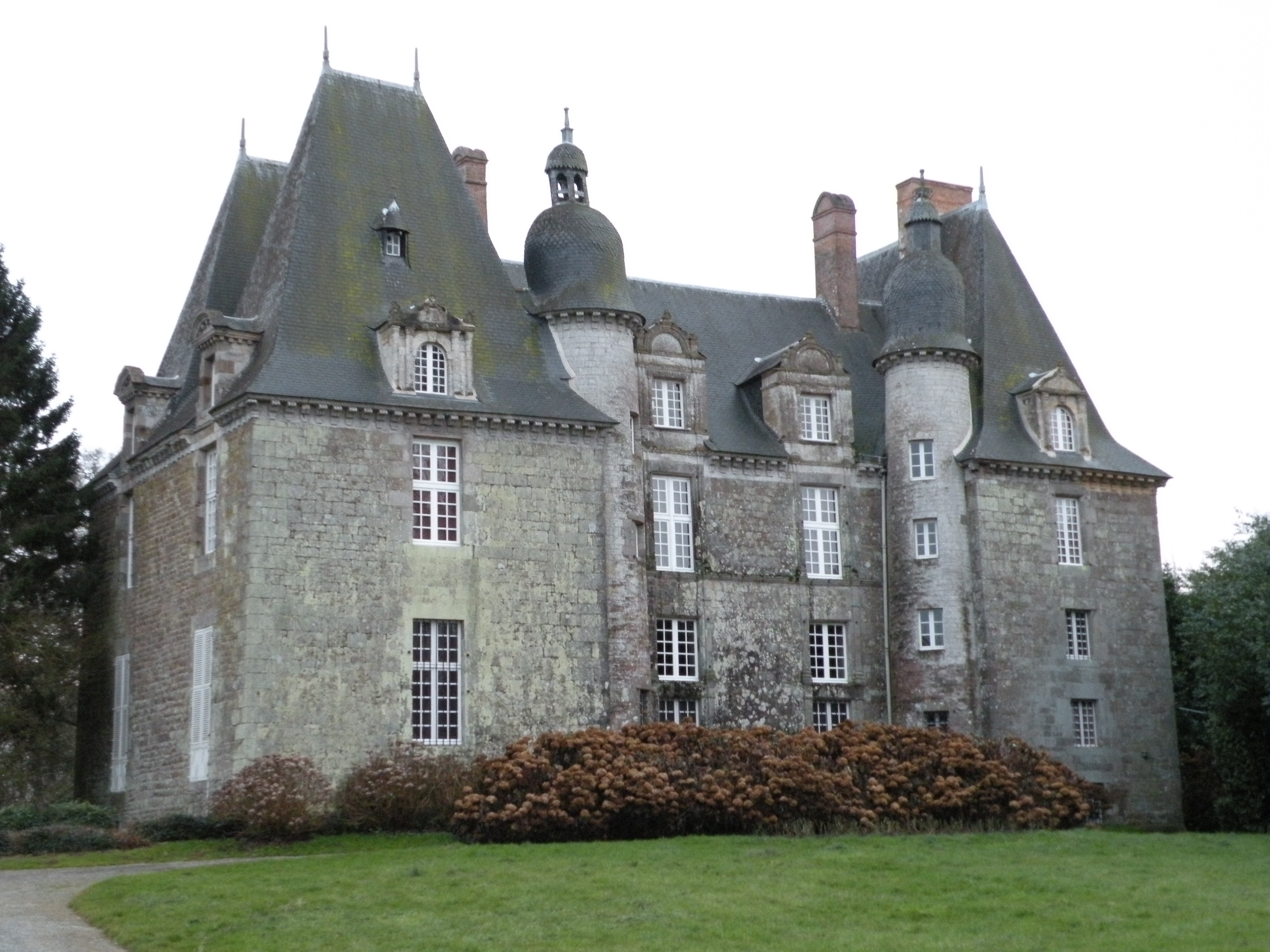
Schloss